# Trappistenabtei Ava
Die Trappistenabtei Ava (lat. Abbatia Beatae Mariae de Assumptione; engl. Assumption Abbey) ist seit 1951 ein US-amerikanisches Kloster in Ava, Douglas County (Missouri), Bistum Springfield-Cape Girardeau.

## Geschichte
Mönche der Abtei New Melleray gründeten 1951 Kloster Assumption Abbey (Mariae Himmelfahrt) in Ava, Missouri, 75 Meilen südöstlich Springfield (Missouri) (1956 zur Abtei erhoben).

### (Gründungsbeteiligung)
- 1972: Trappistenabtei Guimaras (Philippinen)

### Obere und Äbte
- Canice Kenneally (1951–1954)
- Matthew Reidy (1954–1957)
- Bruno Payant (1957–1965)
- David (Berchmans) Wechter (1965–1967)
- Joseph (Theophane) Bauwens (1967–1968)
- Ignace Weber (1968–1969)
- Gabriel Wehner (1969–1970)
- David Blackburn (1970–1971)
- Robert Matter (1971–1986)
- Flavian Burns (1966–1988)
- Cyprian Harrison (1988–1994)
- James Conner (1994–2000)
- Basil Pennington (2000)
- Mark Scott (2000–2008)
- Cyprian Harrison (2008–2012)
- Alberic Maisog (2012–)